# Kanton Le Pont-de-Montvert
Le Pont-de-Montvert is een voormalig kanton van het Franse departement Lozère. Het kanton maakte deel uit van het arrondissement Florac en telde 1183 inwoners in 1999. Het werd opgeheven bij decreet van 25 februari 2014 met uitwerking op 22 maart 2015.

## Gemeenten

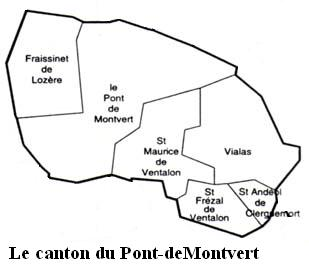
Ligging van gemeenten in het kanton

Het kanton Le Pont-de-Montvert omvatte de volgende gemeenten:
- Fraissinet-de-Lozère
- Le Pont-de-Montvert (hoofdplaats)
- Saint-Andéol-de-Clerguemort
- Saint-Frézal-de-Ventalon
- Saint-Maurice-de-Ventalon
- Vialas